# 桑德國際
桑德國際有限公司，簡稱桑德國際（英語：SOUND GLOBAL LIMITED，港交所除牌前：0967），則在1993年由民營企業家文一波先生創立一家環保水源行業，也就是以「北京市桑德環境技術發展公司」成立。

## 历史
業務主要經營供水及污水處理業務、設備製造業務、其他、研究與開發等，而股份分別2006年10月6日（新加坡交易所），以及2010年9月30日（香港交易所主板）上市。
當時是以招股價為5.6港元，全球發售261,000,000股，集資額為13.36億港元，但由於市況波動，最後在同年9月中改以介紹形式上市。
2015年2月4日，沽空機構Emerson Analytics發表報告，指桑德涉嫌虛報收入。
2016年4月13日，證監會因為懷疑桑德國際業績造假而動用《證券及期貨（在證券市場上市）規則》第8(1)條指示聯交所將股票停牌。原本桑德未能於2019年7月31日或之前復牌，聯交所可將該公司除牌，但經諮詢證監會後，聯交所同意暫緩將該公司除牌，直至2022年7月31日為止。
不過桑德國際仍未能於2022年7月31日或之前符合聯交所訂下的所有復牌條件而復牌。聯交所宣布，由2022年9月13日上午9時起，該公司的上市地位將根據《上市規則》第6.01A條予以取消。